# 石田真紀

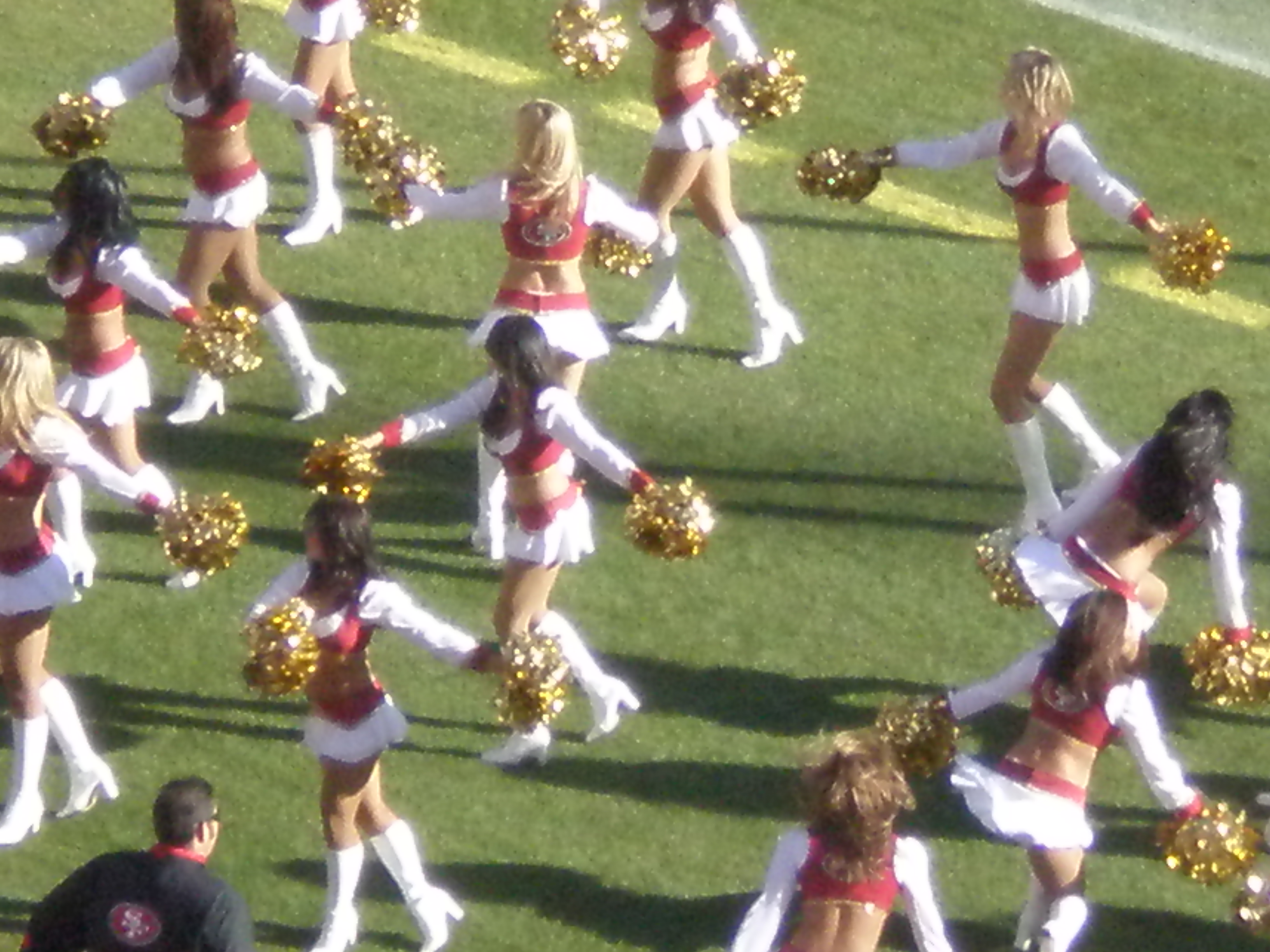
サンフランシスコ・フォーティナイナーズ・ゴールドラッシュ

石田 真紀（いしだ まき）は、東京都出身のチアリーダー。
NFLのサンフランシスコ・フォーティナイナーズのチアリーダーに日本人として4人目に合格した。身長160cm。

## 経歴
父親は元ラグビー選手、後に実業団チームで監督を務めた。姉が1人いる 。
彼女は小学校の時にはサッカークラブに所属していたが、その後近所に住んでいた日本大学フェニックスの篠竹幹夫監督の影響でアメリカンフットボールに興味を持った。当初じゃ選手になりたいと思ったが、当時女性のチームはほとんどなく、そこでチアリーダーになる目標を持った。しかし、大妻女子大学短期大学部にはチアリーダー部がなかったため、三和銀行に入社してからXリーグの三和銀行ラークヒルズのチアリーダーとしてキャリアをスタートさせた。その後名称をシルバーラークヒルズ（現クラブオックス川崎AFC）と名称が変わってからも活動を続けた。1999年に語学留学したことのあるカリフォルニア州サンディエゴにあるECHLのサンディエゴ・ガルズのオーディションに2003年合格し、2004年から2年間チアリーダーを行った。
2006年にサンフランシスコ・フォーティナイナーズのチアリーダー組織であるゴールドラッシュに合格し、その後2007年、2008年と3年連続で同チームのチアリーダーを務めた。アメリカ在住中に大学でパーソナル・トレーナーになる資格を学んだ。
日本に帰国した後はダンスの指導などを行っている。
2008年から毎年夏に開催されているコンテスト『夏チア』（チアらんど主催）では2013年と2014年の2年連続で審査員を務めている。